# Mina de Zollern

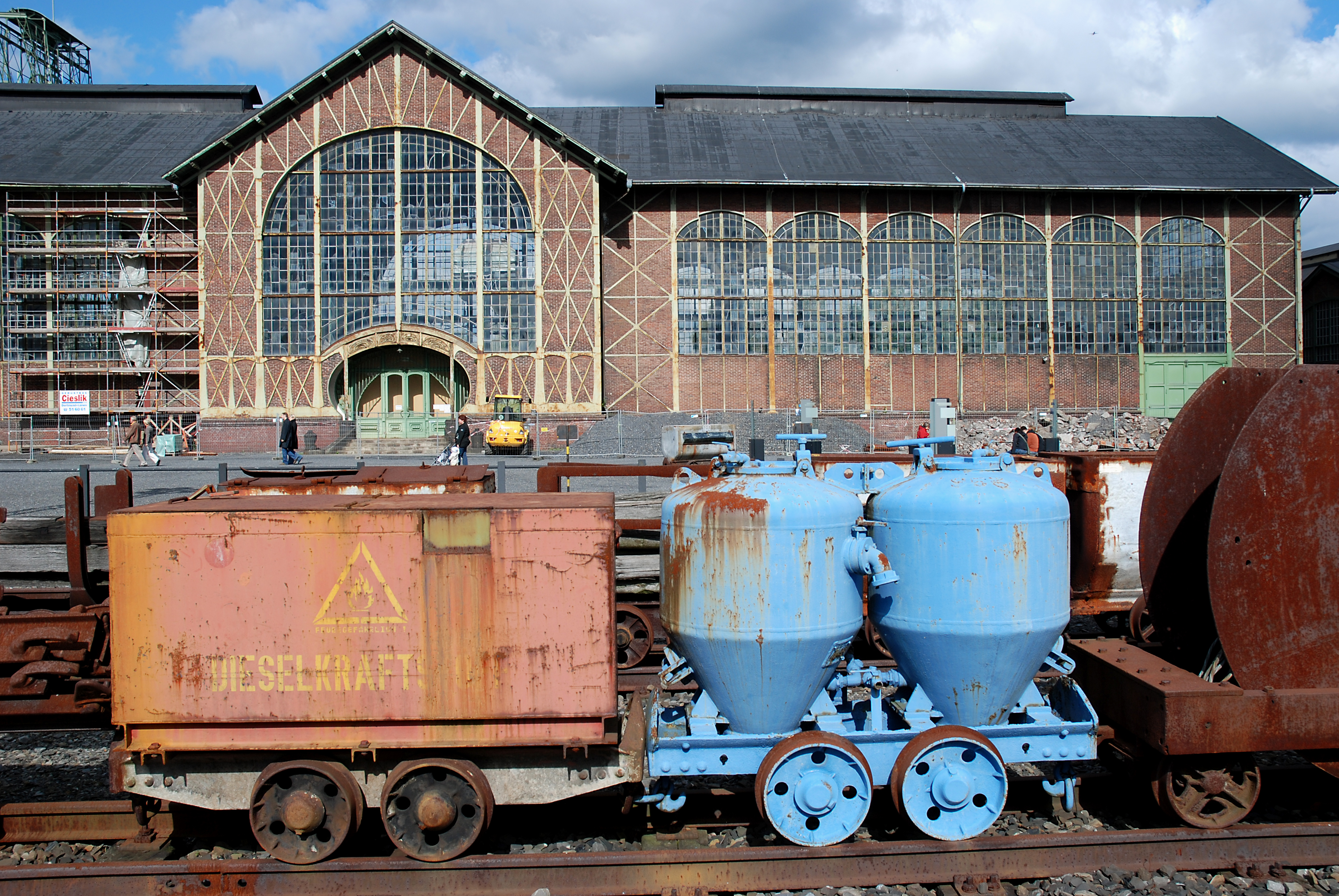
Detalle de la mina Zollern.

La mina Zollern II/IV es un conjunto arquitectónico hecho por Bruno Möhring en Dortmund-Bövinghausen, Alemania. Pertenece a una de las ocho localidades del Museo de la Industria de Westfalia que también tiene su sede aquí. La mina es un punto de la Ruta Europea del Patrimonio Industrial.

## Historia
La mina Zollern II/IV fue construida entre 1898-1904 como una mina de carbón bajo el modelo de minería de Gelsenkirchen-AG (GBAG) y la influencia del director Emil Kirdford.
En 1966 el Consejo de Minería Dortmund AG decidido cerrar la mina Zollern II/IV debido a la crisis del carbón.
En 1969, tres años después cerrar, la mina de carbón fue reconocida como el primer monumento de la capacidad técnica de Alemania de importancia internacional. A partir de 1981, ha sido la sede del Museo Industrial de Westfalia.